# 12156 Юбелс
12156 Юбелс (12156 Ubels) — астероїд головного поясу, відкритий 29 вересня 1973 року.
Тіссеранів параметр щодо Юпітера — 3,381.